# قطعنامه ۷۳۶ شورای امنیت
قطعنامه ۷۳۶ شورای امنیت سازمان ملل متحد که در تاریخ ۲۹ ژانویه ۱۹۹۲ تصویب شد، سندی بین‌المللی دربارهٔ پذیرش اعضای جدید سازمان ملل متحد: قرقیزستان است. این قطعنامه طی نشست ۳۰۴۲ام تصویب شد.